# نوالي سيلفستر نغوتا
نوالي سيلفستر نغوتا (30 مارس 1951 - 7 مارس 2021) كان فقيهًا نيجيريًا وقاضياً في المحكمة العليا لنيجيريا. خدم في المحكمة العليا من عام 2011 حتى وفاته عام 2021.

## مهنة القانون
بدأ القاضي سيلفستر حياته المهنية في المحاماة في عام 1978 كمستشار دولة في وزارة العدل بولاية بينو، وهو نفس العام الذي أسس فيه مكتب المحاماة الخاص به. في أكتوبر 1995 تم تعيينه قاضيًا بالمحكمة العليا لولاية أبيا. في 22 مايو 2011 تم تعيينه في هيئة محاكم الاستئناف النيجيرية وفي مايو 2013 تم تعيينه في هيئة المحكمة العليا لنيجيريا كقاضي.
ترأس حكم المحكمة العليا الذي أكد أن أولوسيغون ميميكو هو الحاكم المنتخب لولاية أوندو في انتخابات الحاكم في مايو 2013. كما ترأس حكم المحكمة العليا الذي أكد أن كايود فايمي هو الحاكم المنتخب لولاية إكيتي في انتخابات المحافظين في يونيو 2013 وكان مدعومًا من القاضيين إبراهيم تانكو محمد وسليمان جلديما. تم القبض عليه من قبل جهاز أمن الدولة في 8 أكتوبر 2016 بتهمة الرشوة والفساد. قضت محكمة القانون في مايو 2018 بأن مجلس القضاء الوطني هو الوحيد الذي يمكنه تحديد ما إذا كانت نغواتا ستواجه المحاكمة أم لا. في سبتمبر 2019 استأنف نغوتا مهامه كقاضي بالمحكمة العليا بعد ثلاث سنوات من الإيقاف.